# 부부사라 베이셰날리예바

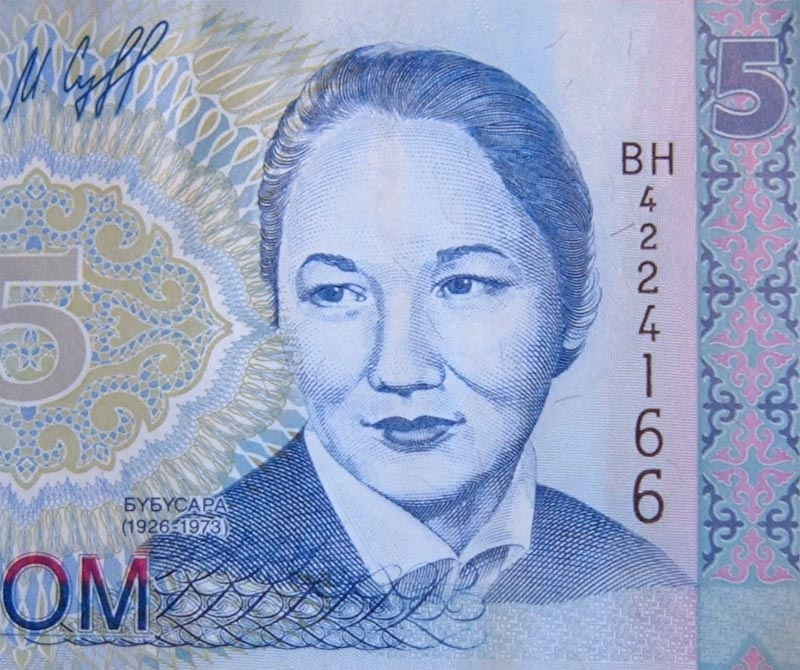
키르기스스탄 5 솜 지폐에 그려진 부부사라 베이셰날리예바의 초상화

부부사라 베이셰날리예바(키르기스어: Бүбүсара Бейшеналиева, 1926년 9월 15일 ~ 1973년 5월 11일)는 키르기스스탄의 발레 무용수이다.

## 생애
키르기스스탄 추이주에 위치한 보론촙카(현재의 타시테베) 마을에서 태어났다. 러시아 레닌그라드(현재의 상트페테르부르크)에 위치한 바가노바 발레 학교에서 러시아의 발레리나인 아그리피나 바가노바의 제자가 되었고 나중에 모스크바에 위치한 볼쇼이 극장에서 데뷔하게 된다.
1944년에는 키르기스스탄에서 제작된 발레 《촐폰》에 출연했으며 이를 계기로 키르기스스탄 출신의 프리마돈나로 여겨지게 된다. 1959년에는 영화로 제작된 《촐폰》에서도 출연했고 나중에 키르기스스탄 국립 발레 학교에서 발레 강사 겸 교수로 근무하게 된다.
1973년 5월 11일에 키르기스스탄 프룬제(현재의 비슈케크)에서 향년 46세를 일기로 사망했다. 키르기스스탄의 5 솜 지폐에는 그의 초상화가 그려져 있고 비슈케크에 위치한 키르기스스탄 오페라 발레 극장에는 그의 동상이 건립되어 있다.